# Universal Migrator Part 1: The Dream Sequencer
Universal Migrator Part 1: The Dream Sequencer to progresywno metalowy album wydany w 2000 roku przez holenderskiego multiinstrumentalistę Arjena Lucassena. Jest to czwarta płyta projektu Ayreon.

## Lista utworów
1. The Dream Sequencer – 5:09
2. My House on Mars – 7:48
3. 2084 – 7:42
4. One Small Step – 8:46
5. The Shooting Company of Captain Frans B. Cocq – 7:57
6. Dragon on the Sea – 7:09
7. Temple of the Cat – 4:11
8. Carried By the Wind – 3:58
9. And the Druids Turn to Stone – 6:36
10. The First Man on Earth – 7:19
11. The Dream Sequencer Reprise – 3:36

## Twórcy

### Wokal
- Lana Lane
- Johan Edlund (Tiamat)
- Floor Jansen (After Forever)
- Edward Reekers (Kayak)
- Mouse
- Jacqueline Govaert (Krezip)
- Arjen Lucassen
- Damian Wilson (Threshold)
- Neal Morse
- Mark McCrite

### Instrumenty
- Arjen Lucassen – gitara, gitara basowa, syntezator, melotron, organy Hammonda, keyboard
- Rob Snijders – perkusja
- Erik Norlander – syntezator, vocoder, organy Hammonda
- Clive Nolan – syntezator
- Peter Siedlach

### Techniczni
- Arjen Lucassen – producent
- Oscar Holleman – dźwiękowiec
- Jef Bertels – projekt okładki

## Single
- Temple of the Cat - wyd. 2000